# Jean-Baptiste Louis Gresset

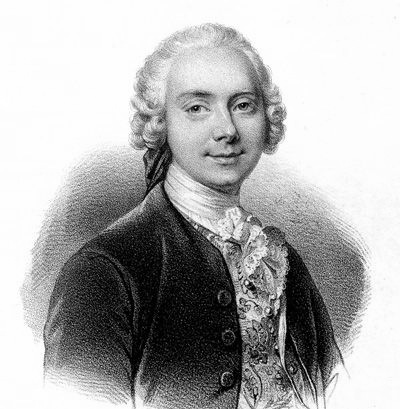
Porträt von Jean-Baptiste Louis Gresset

Jean-Baptiste Louis Gresset (* 29. August 1709 in Amiens; † 16. Juni 1777 ebenda) war ein französischer Dichter.

## Leben
Seine Schulzeit absolvierte Gresset an einer von Jesuiten geleiteten Schule seiner Heimatstadt. Nach dem obligaten Noviziat trat er am 3. September 1726 dem Jesuitenorden bei. Er wurde anschließend nach Paris an das Lycée Louis-le-Grand und später für einige Zeit als Lehrer an andere Schulen des Ordens (Moulins, Tours, Rouen) geschickt. 1730 konnte er mit der Ode „Sur l’amour de la patrie“ erfolgreich debütieren. Seinen literarischen Durchbruch erzielte er 1734 mit „Vert-Vert“, in dem er elegant und anmutig die Geschichte eines in einem Nonnenkloster erzogenen und später in schlechte Gesellschaft geratenen Papagei erzählt.
Mit diesem Gedicht wurde Gresset über Nacht im ganzen Land bekannt. Jean-Jacques Rousseau bezeichnete Vert-Vert als „phénomene litteraire“. Sein Orden zeigte sich weniger verständnisvoll; nach offizieller Maßregelung wurde Gresset noch 1734 an das Collège Henri-IV de La Flèche (heute im Département Sarthe) gesandt. Im darauffolgenden Jahr wurde er dann im Oktober (ohne zum Priester geweiht worden zu sein) aus dem Orden ausgeschlossen. Seine Relegation kommentierte Gresset mit seinem Gedicht Adieu aux jesuites.
Er ging nach Paris und wandte sich dort immer mehr dem Theater zu. Bekannt in den Salons wurde er als Protegé von Mme de Pompadour schon bald zum Liebling der Gesellschaft. Am 25. März 1748 berief ihn die Académie française zum Nachfolger des verstorbenen Antoine Danchet (Fauteuil 5). Ihm selbst folgte 1777 der Kleriker Claude-François-Xavier Millot auf diesem Platz nach. Bereits 1747 war er als auswärtiges Mitglied in die Königlich Preußische Sozietät der Wissenschaften aufgenommen worden.
Eine Einladung Friedrichs des Großen, nach Berlin zu kommen, lehnte Gresset ab. Er heiratete und ging wieder zurück in seine Heimatstadt. Dort führte er ein sehr zurückgezogenes Leben. Er gründete dort eine Académie und wurde deren président perpétuel. Sein zurückgezogenes und bescheidenes Leben dort kommentierte Voltaire mit dem Epigramm „Gresset se trompe – il n’est pas si coupable“. Gresset kehrte nur noch zweimal nach Paris zurück: als Jean Baptiste le Rond d’Alembert (1754) und als Jean Baptiste Antoine Suard (1772) in die Académie française aufgenommen wurden, hielt Gresset jeweils eine vielgelobte Rede.
Gresset wandelte sich mit der Zeit vom Libertin zum religiös-konservativen Menschen. 1759 schwor er in einem offenen Brief seinem literarischen Frühwerk ab und ließ nur noch seine späten Stücke gelten. Gresset starb vor seinem 68. Geburtstag am 16. Juni 1777 in seiner Heimatstadt und fand dort auch seine letzte Ruhestätte.

## Rezeption
Gresset konnte seinen überragenden schriftstellerischen Erfolg mit Vert-Vert erst mit seinem Theaterstück Le mechant wiederholen bzw. sogar übertrumpfen. Der Literaturkritiker Ferdinand Brunetière bezeichnete dieses Stück als „... beste Komödie des 18. Jahrhunderts“ und stellte sie noch über Alexis Pirons Le métromanie. Charles Duclos ordnete dieses Theaterstück in ihrer Qualität zwischen Le petit maître (Pierre Carlet de Marivaux) und Liaisons dangereuses (Pierre-Ambroise-François Choderlos de Laclos) ein.

## Werke (Auswahl)
Gedichte
- Adieu aux jesuites. 1735.
- Le Carème Impromptu.
- Le lutrin vivant.
- Ode sur l’amour de la patrie. 1730.
- Vert-Vert, ou les voyages du perroquet de Nevers. 1734.

Theaterstücke
- La chartreuse. 1734.
- Edouard III. Tragédie 1740.
- Le Méchant. 1747.
- Le parrain magnifique. Poème en dix chants. 1810 (posthum erschienen).
- Sidney. Drame. 1745.

Übersetzungen
- Vergil: Les Bucoliques.

Werkausgabe
- François Joseph Fayolle (Hrsg.): Œuvres complètes. Dentu, Paris 1803 (3 Bde.)
- Antoine Augustin Renouard: Œuvres complètes. Paris 1811 (2 Bde.)
- Leopold Derome: Poésies choisies. Quantum, Paris 1883.